# Leistus acutangulus
Leistus acutangulus é uma espécie de insetos coleópteros pertencente à família Carabidae.
A autoridade científica da espécie é Perrault, tendo sido descrita no ano de 1979.
Trata-se de uma espécie presente no território português.